# Grand Aaz
De Grand Aaz is een beek in de provincie Luik.

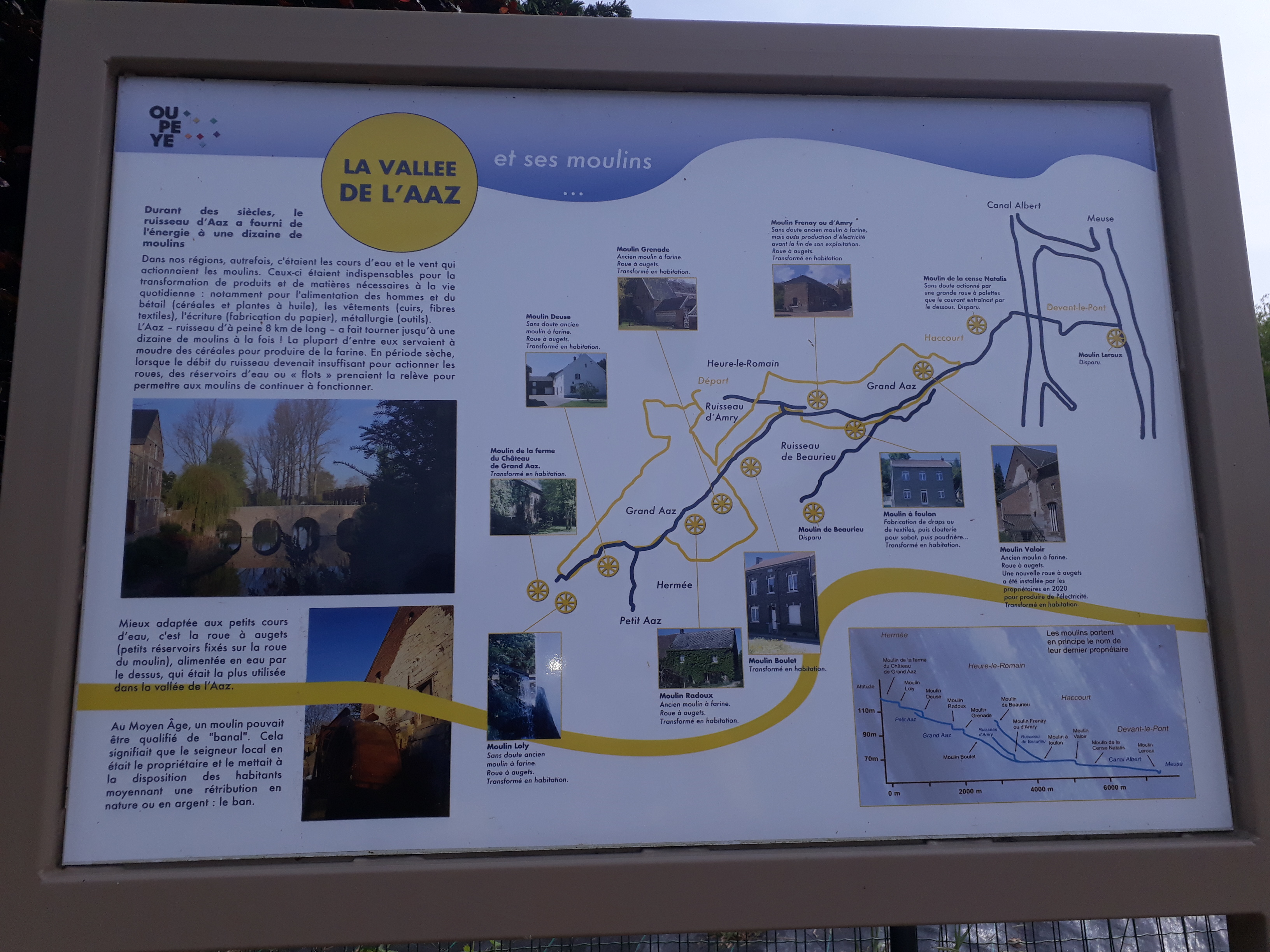
Overzicht van het dal van de Aaz

De beek ontspringt nabij de buurtschap Grand Aaz, ten noordwesten van Hermée en loopt in noordelijke, later in oostelijke, richting door de plaatsen Heure-le-Romain en Haccourt, om uit te monden in de Maas ter hoogte van Devant-le-Pont, waartoe de beek (sedert 1930-1939) onder het Albertkanaal moest worden doorgeleid. De Grand Aaz heeft een lengte van ongeveer acht kilometer en overbrugt een hoogteverschil van 60 meter.
Op de beek staan een aantal watermolens.

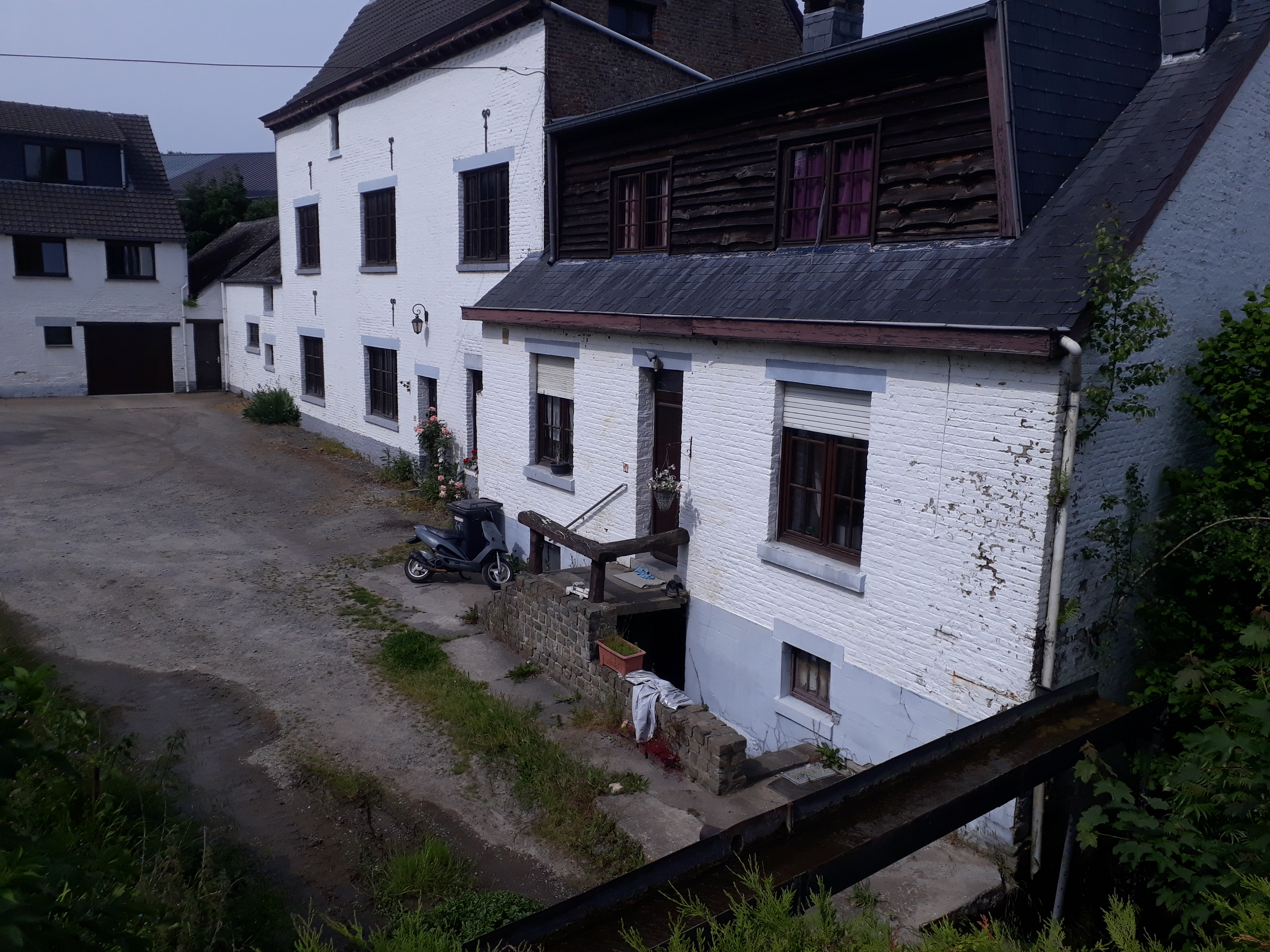
Molen te Grand Aaz

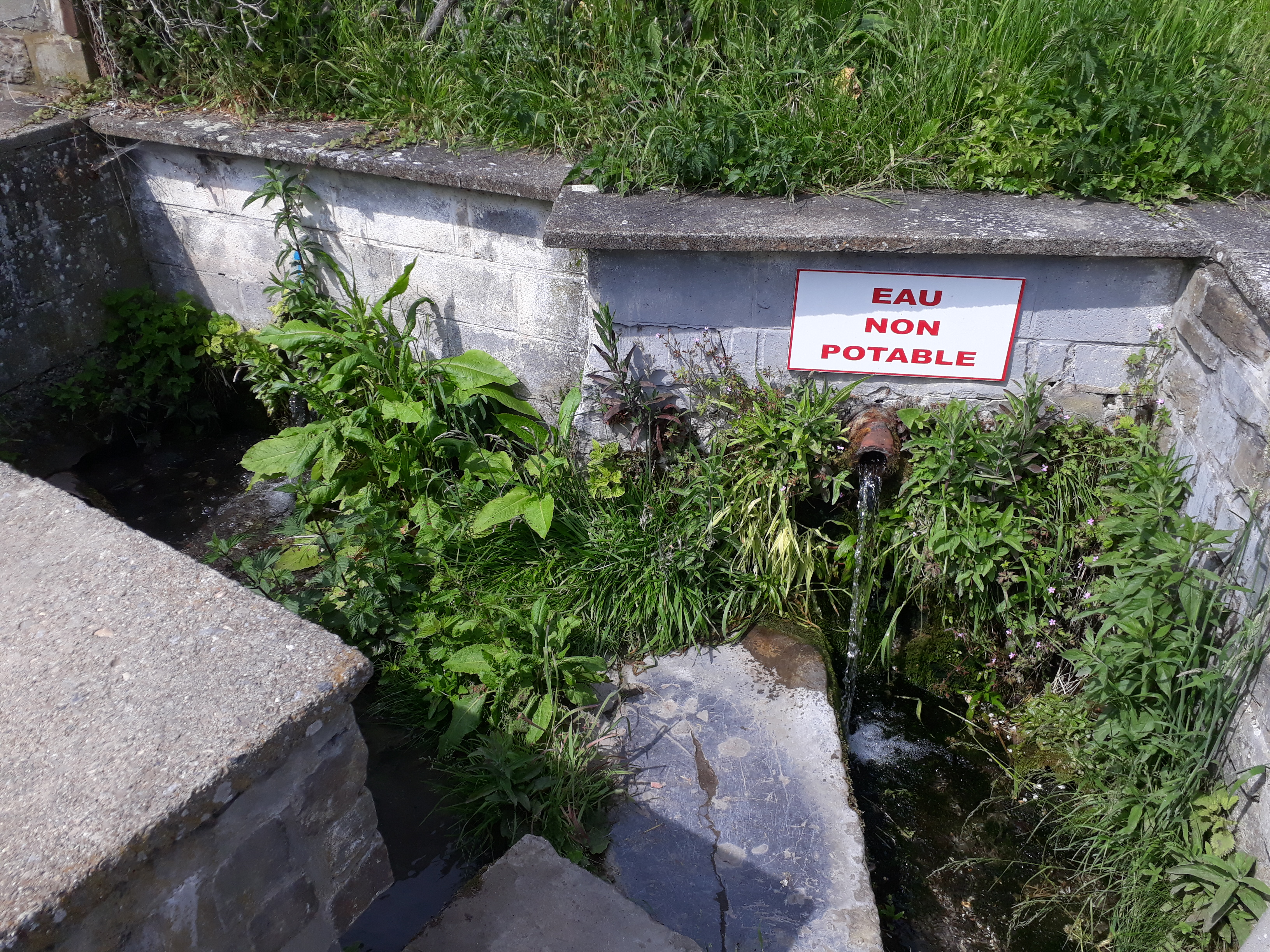
Secundaire bronnen van de Aaz te Fonteneu

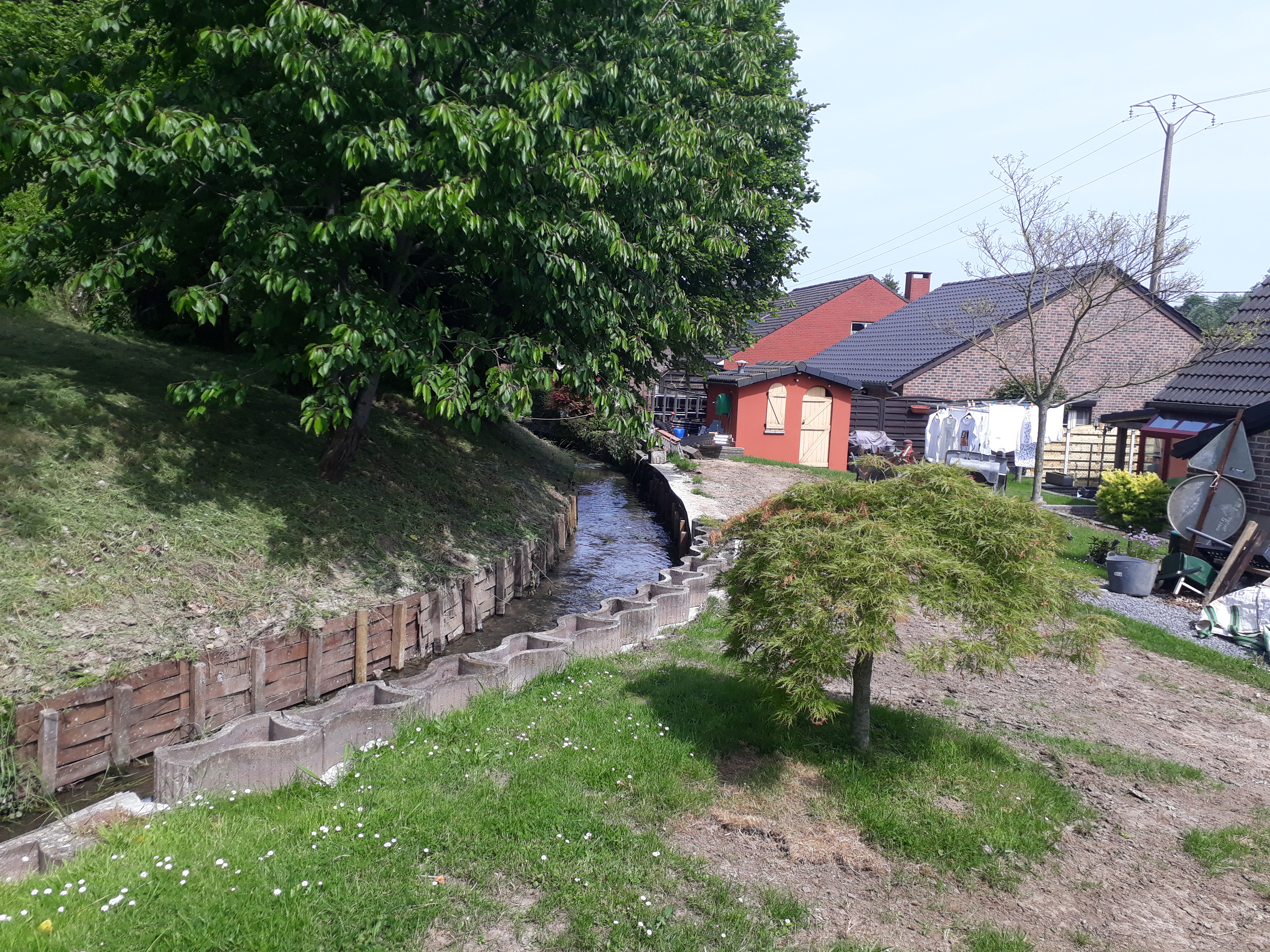
De Aaz tussen Heure-le-Romain en Haccourt